# Lijst van grote Hongaarse steden
Dit is een lijst van grote steden in Hongarije. Het inwonertal is gebaseerd op cijfers van 2001.

## Steden met > 1.000.000 inwoners
- Boedapest

## Steden met > 100.000 en < 250.000 inwoners
- Debrecen
- Győr
- Kecskemét
- Miskolc
- Nyíregyháza
- Pécs
- Szeged
- Székesfehérvár